# Bokermannohyla nanuzae
Bokermannohyla nanuzae es una especie de anfibios de la familia Hylidae.
Es endémica de Brasil.
Sus hábitats naturales incluyen bosques tropicales o subtropicales secos, sabanas secas, zonas de arbustos y ríos. Está amenazada de extinción por la destrucción de su hábitat natural.
Su nombre homenajea a Nanuza Luiza de Menezes, una de las botánicas más importantes de Brasil.